# Libythea eugenia
Libythea eugenia är en fjärilsart som beskrevs av Hans Fruhstorfer 1909/10. Libythea eugenia ingår i släktet Libythea och familjen praktfjärilar. Inga underarter finns listade i Catalogue of Life.